# Frunzăuca
Frunzăuca (russisch Фрунзовка Frunsowka, ukrainisch Фрунзівка Frunsiwka) ist ein Dorf im Norden Transnistrien, dem durch Sezession abgetrennten Teil der Republik Moldau. Es ist die nördlichst gelegene Ortschaft Transnistriens.
Frunzăuca hat etwa 130 Einwohner und ist administrativer Teil der Gemeinde Hrușca im Rajon Kamenka.
Im Nordwesten des Dorfes fließt die Wilschanka (Вільшанка), ein 34 km langer Nebenfluss des Dnister-Zuflusses Markiwka (Марківка), der hier die Staatsgrenze zwischen der Republik Moldau bzw. Transnistrien und der ukrainischen Oblast Winnyzja bildet. Im Südwesten liegt, in 8 km Entfernung, am linken Ufer des Dnister, das Gemeindezentrum Hrușca, das mit Frunzăuca über eine asphaltierte Straße verbunden ist.
Die Bevölkerung des Dorfes setzte sich 2004 wie folgt zusammen: Moldauer: 80; Ukrainer 42; Russen: 9; Weißrussen: 1; Unbestimmt: 1. Die Bewohner betreiben vorwiegend Nutztierhaltung.

## Geschichte
Bis 1793 gehörte das Ortsgebiet zum Königreich Polen. Danach lag das Dorf bis zum Ersten Weltkrieg im Kreis Olgopol des Gouvernements Podolien innerhalb des Russischen Kaiserreiches. Nach dem Russischen Bürgerkrieg wurde es Bestandteil der Ukrainischen SSR und 1924 der Moldauischen ASSR innerhalb der Ukrainischen SSR.
Während des Zweiten Weltkrieges wurde das Gebiet im Juli 1941 von rumänischen Truppen besetzt und dem rumänischen Gouvernement Transnistrien angegliedert. Im März 1944 wurde die Ortschaft von Partisanen und Soldaten der Roten Armee zurückerobert und erneut der Sowjetunion einverleibt. Diese schloss das Dorf der Moldauischen SSR an. Nach dem Zerfall der Sowjetunion fiel das Gebiet im Zuge des Transnistrien-Konflikts an die international nicht anerkannte, völkerrechtlich zur Republik Moldau gehörende separatistische Region Transnistrien.